# 3966 Cherednichenko
A 3966 Cherednichenko (ideiglenes jelöléssel 1976 SD3) egy kisbolygó a Naprendszerben. Nyikolaj Sztyepanovics Csernih fedezte fel 1976. szeptember 24-én.